# 商周甲胄
中国古代的商朝与西周皆為青铜器高度发展的年代，青铜器的发展亦影响商周时期军队盔甲的形制。

## 商朝甲胄

### 皮甲
商代时期的甲胄，目前只有青铜胄（头盔）和皮甲的遗迹，在青铜器高度发达的商代是否存在青铜制的身甲仍有待挖掘。1935年在河南省安阳县侯家庄的商代古墓中发现了迄今为止最早的一片商代皮甲残迹，虽然皮甲已经腐烂到看不出其形状，但甲面的黑、红、白、黄四色漆文彩绘的图案依旧遗留在上面，证实了商代拥有皮甲的存在。
而关于皮甲的形制，后世主要有两种说法：
1. 由于已经出土西周时期的单片皮甲实物，西周时期的实物是结构比较简单的单片前胸式的护甲，只起到保护前胸和上腹的作用，作为比西周更早的朝代，商代的身甲不会比西周更复杂，所以由于时间接近，这两个朝代的皮甲可能形制非常相似
2. 20世纪30年代，在云南发现了傈僳族的原始皮甲，这种皮甲的形制可追溯到几千年前的工艺，有很多资料都将其形制作为商代甲衣的形制来假设[3]。

### 青铜胄
同期在安阳县出土的还有商代的青铜胄100余件，其形制基本相同，且纹理风格统一，另外在1989年时，江西省新干县大洋洲乡（今大洋洲鎮）也出土过形制基本相同，且纹理风格统一的青铜胄。胄是範浇筑而成，合範在胄的正中央。胄的顶不拥有铜管，用来插一根象征勇武的鹖鸟的羽毛等缨饰。整个胄都经过打磨，外表比较光滑而内部却比较粗糙，可见在世纪使用中内部应该有织物或者皮革作为内衬。衬直接安装在胄内，在头顶处的衬与胄的内部留有一些空间，系带与胄的内衬连接在一起。这顶胄的前部还有饕餮兽纹，其纹理有眉、眼、鼻，保存相当完整。胄的左右两侧和后面下垂可保护耳朵与后脑勺。在两个地理位置较远的地区均大量发现形制基本相同的青铜胄，可见当时青铜胄应该是商朝政府统一设计和制造的。

### 青铜面具
此外，1976年陕西省城固县苏村出土商代青铜人脸面具，直径11厘米，背部有两个钮以方便穿戴。除了用于作战时保护面部，北京市文物研究所副研究员孙勐认为，这个面具还有可能用于：
1. 覆盖死者的面部，使死者在阴间受到保护，或用来保存死者灵魂
2. 祭祀场合或宗教仪式中的辅助用具
3. 商代某一个神灵或者神职人员的形象，用来作为尊崇、祭祀的对象

## 西周甲胄

### 青铜甲
由于在1974年的山东省胶县西庵出土的西周车马坑中发现了青铜制的甲片，证实了西周时期青铜甲已经开始应用。在胶县出土的青铜部分分为三件，其中一件已经确认为保护前胸的青铜甲，其由织物通过青铜甲片上的小孔编缀在皮革之上。另外两件被普遍认为是背部的护甲，由此可见这种甲片的形制已经是标准的札甲。
此外，1984年在陕西省長安縣斗門普渡村18号的西周墓也有一件青铜甲实物，出土时该甲共计42块青铜甲片，每个甲片大校差不多相同，甲片背后有皮质纤维痕迹，所以应该是有皮革作内衬，甲片互不叠压，四角有空，用皮条、丝絮或其他编织物编缀。该甲正面上缘还有两条皮肩带，穿时从肩部披挂到背后，交叉后在正面的两侧系束。

### 青铜胄
根据1975年在北京市昌平西周墓实物来看，出土的西周铜胄为素面，没有纹理，相比商代铜胄要简洁许多，胄顶处有镂空的纹理制成的顶饰，与商代一样，西周的胄内也应该有织物或者皮革制成的内衬来防止头部和胄体的直接接触。

## 图集

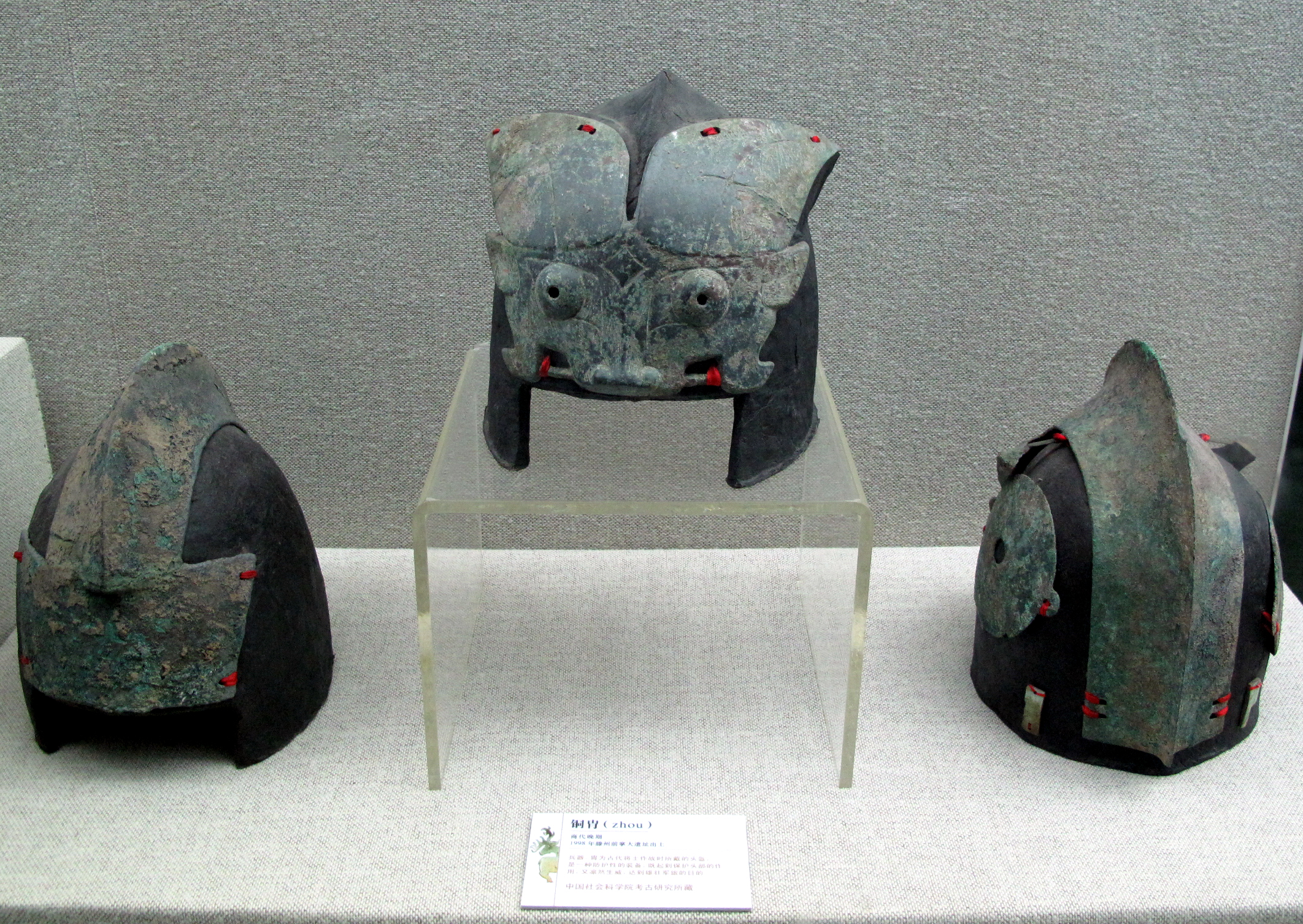
商代铜胄
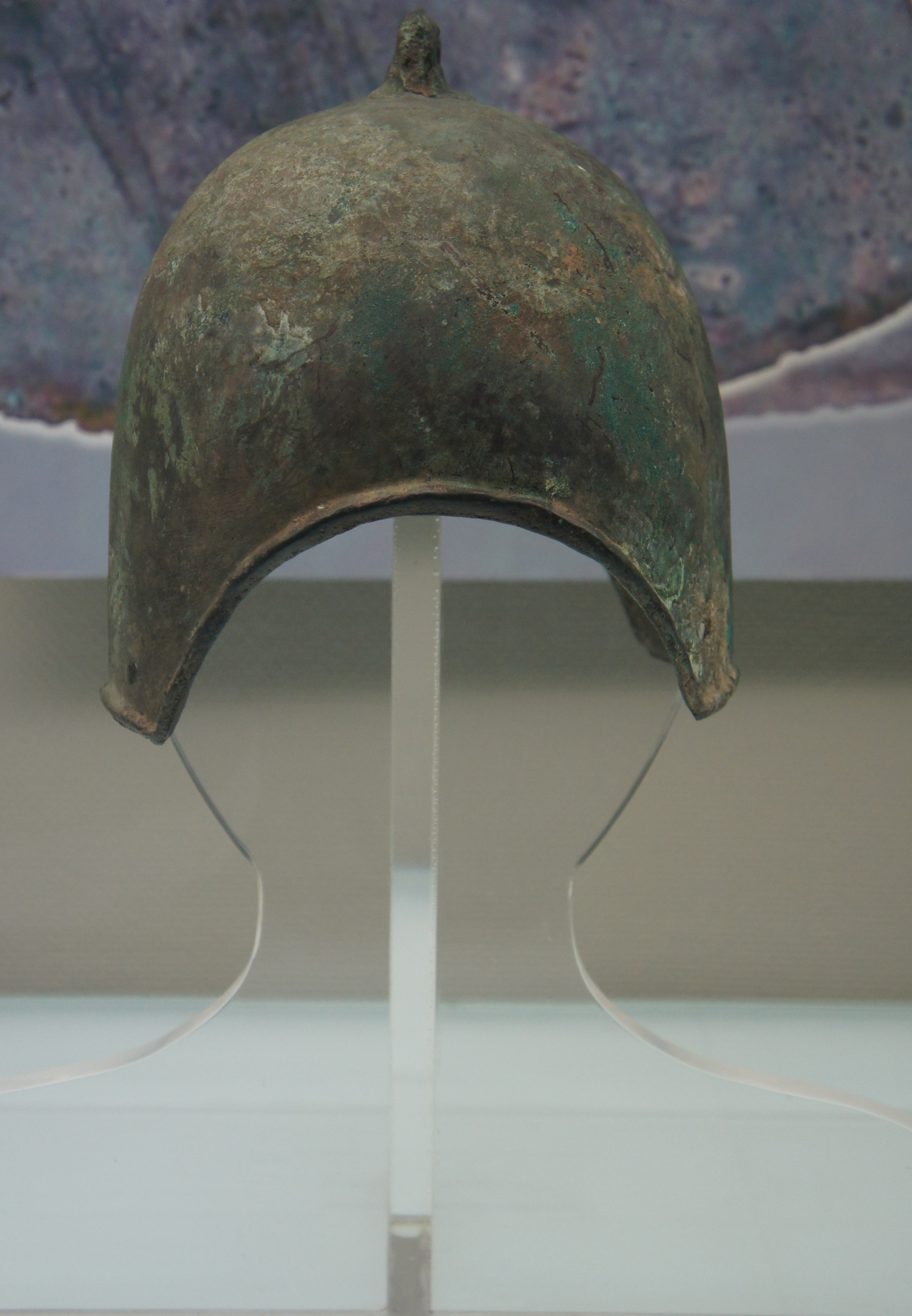
商代铜胄
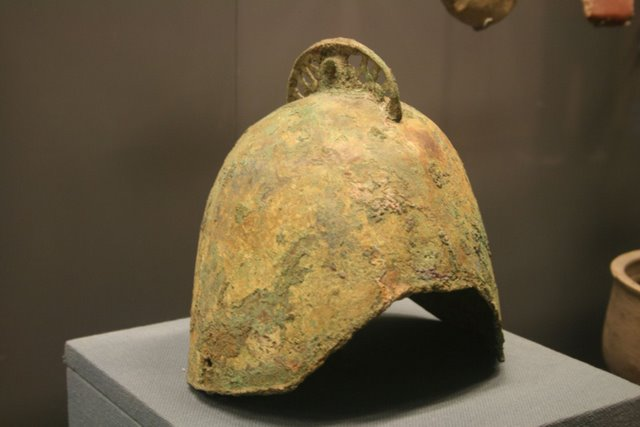
西周铜胄
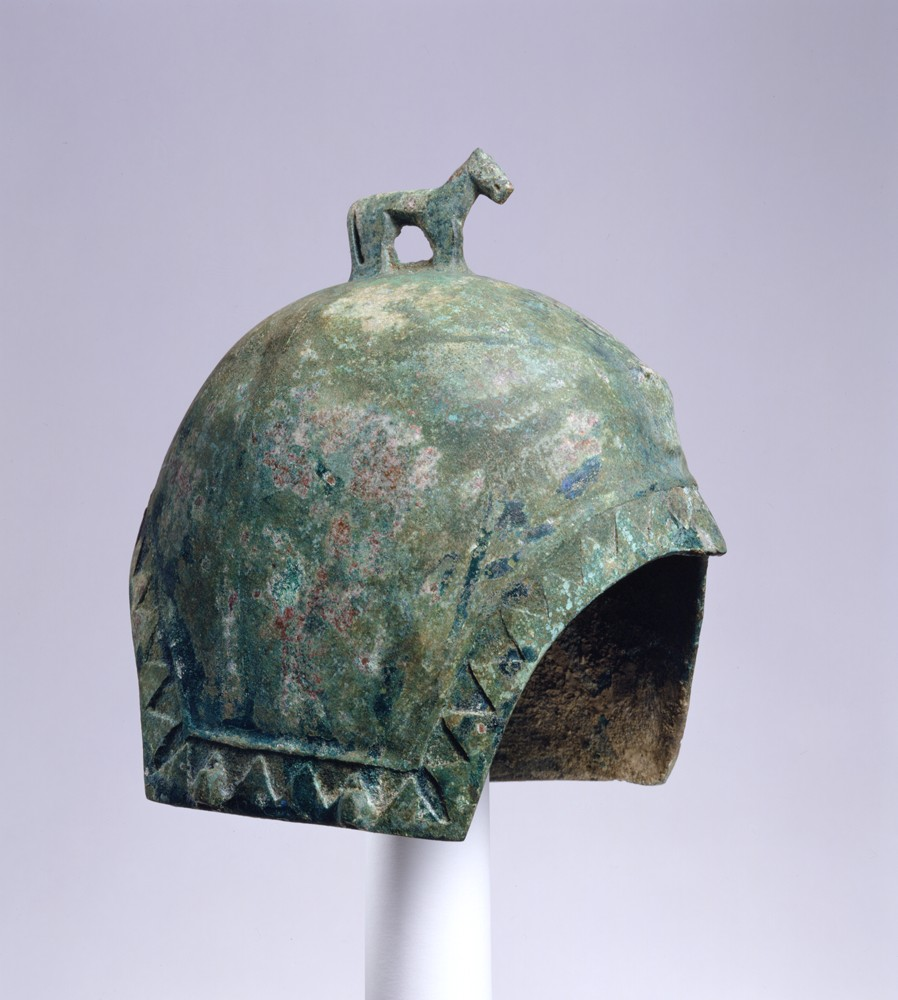
周代铜胄
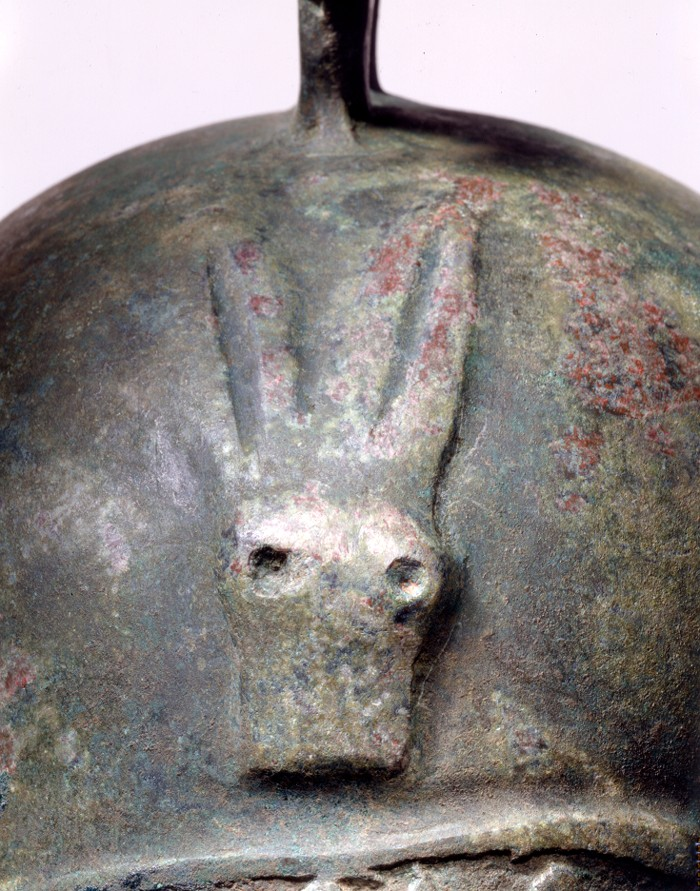
周代铜胄（前）
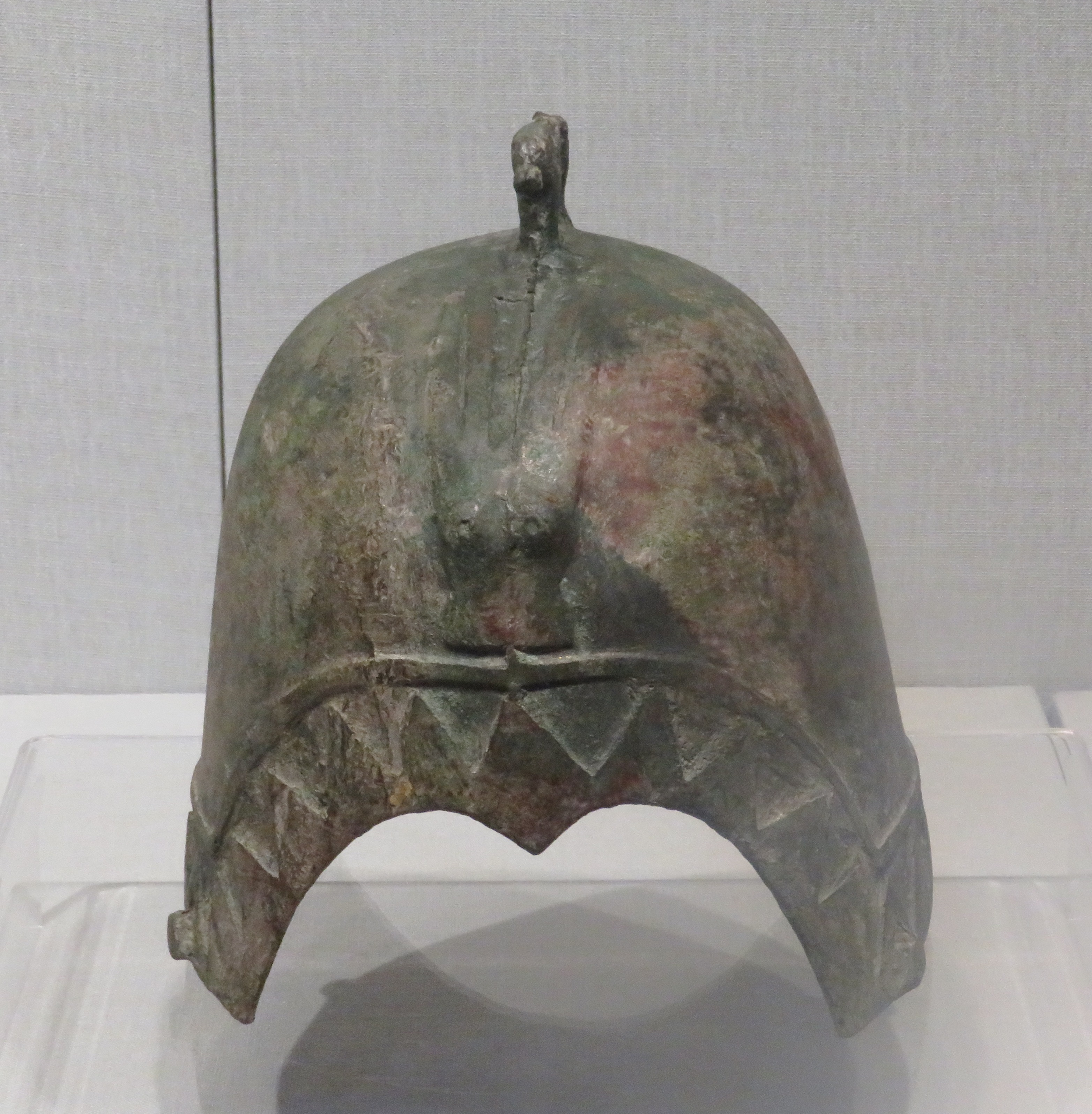
战国时期的青铜胄